# 高倉永胤
高倉 永胤（たかくら ながたね）は、江戸時代後期の公卿。権中納言・高倉永雅の子。官位は正三位・非参議。高倉家20代。戒名は孝善院順誉守温知恩。

## 人物
文政元年（1818年）12月19日に従五位下に叙され、文政6年（1823年）9月23日に元服し、従五位上に昇る。
元服以前、永胤は仙洞御所の稚児であった。その頃、同じ仙洞の下臈であった下賀茂神社の社司の娘・乙女という女官（松下喬久の子の賀茂久子（寛政3年（1791年生まれ）か）を妊娠させ、問題となったという。
文政9年（1826年）1月5日に正五位下となり、文政10年（1827年）8月29日に侍従に任ぜられる。文政12年（1829年）1月25日に従四位下、天保3年（1832年）1月5日に従四位上、天保6年（1835年）1月5日に正四位下となり、天保9年（1838年）1月21日に従三位に叙されて公卿に列する。天保13年（1842年）1月5日に正三位に昇る。弘化2年（1845年）2月15日、35歳で死去。

## 官歴
『公卿補任』による
- 文政元年（1818年） 12月19日：叙爵（従五位下）
- 文政6年（1823年） 9月23日：元服昇殿、従五位上
- 文政9年（1826年） 正月5日：正五位下
- 文政10年（1827年） 8月29日：侍従
- 文政12年（1829年） 正月25日：従四位下
- 天保3年（1832年） 正月5日：従四位上
- 天保6年（1835年） 正月5日：正四位下
- 天保9年（1838年） 正月21日：従三位、非参議
- 天保13年（1842年） 5月5日：正三位
- 弘化2年（1845年） 2月15日：薨去（享年35）

## 系譜
- 父：高倉永雅
- 母：家女房[2]
- 妻：飛鳥井雅光の娘
  - 長男：高倉永祜（1839-1868）
  - 次女：高倉寿子（1840-1930）
  - 三女：樋口孝子（1843-1912） - 樋口静康妻[4]